# Lina Pleijel
Anna Karolina (Lina) Pleijel, född 15 juni 1970 i Stockholm, är en svensk psykolog och tidigare skådespelare. Hon är dotter till författaren Agneta Pleijel.
Efter skådespelarkarriären arbetade Pleijel som gestaltterapeut och studerade senare till psykolog vid Örebro universitet. Hennes examensarbete, skrivet tillsammans med Andreas Eneborg, behandlade ämnet svenska skådespelares psykiska hälsa hösten 2014.

## Filmografi
- 1983 – Berget på månens baksida
- 1995 – Åtelns röst (kortfilm)
- 1996–1998 – Skilda världar (TV-serie)
- 2000 – Skärgårdsdoktorn (TV-serie) – gästskådespelerska i avsnitt 5, "Nomaderna", säsong 3